# Регенерација Дунава
Регенерација Дунава је еколошко-музички фестивал који се одржава поводом Међународног дана Дунава и прославе Дана Унеско Резервата Биосфере „Бачко Подунавље”. Фестивал је настао 2008. године као догађај који обједињује еколошке, едукативне, рекреативне и уметничке садржаје везане за подизање свести о значају реке Дунав, Специјалном резервату природе „Горње Подунавље” и Унеско Резервата Биосфере „Бачко Подунавље”. У вечерњим часовима се одржавају музички наступи извођача рок, реге и електронске музике. Одржава се на простору Еко-рекреативног центра у Бачком Моноштору, који је смештен на самом ободу Специјалног резервата природе „Горње Подунавље” и обухвата еколошку учионицу у природу са бином и местом за камповање.
Фестивал организује Удруђење грађана „Подунав” Бачки Моноштор уз подршку Светске фондације за природу и бројних партнера током година.